# Sauge
Sauge är en kommun i distriktet Jura bernois i kantonen Bern, Schweiz. Kommunen har 811 invånare (2023).
Den 1 januari 2014 slogs de tidigare kommunerna Plagne och Vauffelin samman till Sauge.
Förutom orterna Plagne och Vauffelin finns i kommunen även orten Frinvillier med kommunens järnvägsstation.